# Písečná (Frýdek-místeki járás)
Písečná település Csehországban, a Frýdek-místeki járásban. Písečná Písek és Jablunkov településekkel határos. Lakosainak száma 1067 fő (2024. január 1.).

## Népesség
A település lakosságának változását az alábbi diagram mutatja:
| Lakosok száma | 367  | 446  | 490  | 608  | 806  | 804  | 991  | 1003 | 1047 | 1067 |
|               | 1869 | 1890 | 1921 | 1950 | 1980 | 2001 | 2017 | 2019 | 2022 | 2024 |